# Brama Mostowa w Toruniu
Brama Mostowa w Toruniu (przed zbudowaniem mostu zwana Promową lub Przewoźną) – jedna z trzech zachowanych bram miejskich Torunia od strony Wisły, znajdująca się na zamknięciu ulicy Mostowej. Jej nazwa wiąże się z tym, że prowadziła do drewnianego mostu przez Wisłę, zbudowanego w końcu XV w. i istniejącego do XIX w.

## Historia
Brama została zbudowana w 1432 roku przez budowniczego miejskiego Hansa Gotlanda na miejscu wcześniejszej. Przy przebudowie w latach 50. XIX w. wprowadzono m.in. strop przeciwbombowy o grubości 1,5 m i zmniejszono otwory strzelnicze od strony Wisły, umieszczając w niej jedno działo. W latach 70. Bramę Mostową wybrano na centrum tyczenia pierścienia twierdzy (punkt w stosunku do którego wyznaczano położenie poszczególnych dzieł twierdzy).
Jest to dwupiętrowy budynek na planie prostokąta z zaokrąglonymi narożami, zbudowany z cegły, od strony miasta otynkowany. Na parterze znajduje się ostrołukowy przejazd, od strony Wisły umieszczony w wysokiej ostrołukowej wnęce. Elewacja od strony miasta dekorowana jest trzema ostrołukowymi blendami. Brama jest zwieńczona krenelażem, poniżej którego znajduje się fryz z malarską dekoracją maswerkową.
Obecnie budynek pełni funkcję biura miejskiego konserwatora zabytków.